# МетМашУфалей
ООО «OrangeSteel» — градообразующий завод в Верхнем Уфалее в Челябинской области, работающий на площадке бывшего Уфалейского металлургического завода (Метзавода). Собственниками предприятия являются Промышленная группа КОНАР (50%) и ООО «ПРОММАШЧЕЛ» (50%). Завод выпускает оборудование и запасные части для всех переделов металлургического производства: коксохимического, агломерационного, доменного, сталеплавильного и прокатного. Кроме того, завод выпускает оборудование общего назначения, стальное и чугунное литье, поковки, штамповки, металлоконструкции и газогорелочные устройства.
Завод поставляет свою продукцию практически на все крупные металлургические предприятия России, а также осуществляет поставки в Турцию, Францию, Италию, Великобританию, Бельгию, Германию и страны ближнего зарубежья.

## История завода
Уфалейский металлургический завод (сейчас ООО «OrangeSteel») — первое предприятие металлургического комплекса города Верхний Уфалей.
Первые чугуноделательные и железоделательные предприятия возникли на Урале в XVII — начале XVIII веке. К их числу относится Верхнеуфалейский металлургический завод, построенный в 1770-х гг. как Уфалеевский доменный и передельный завод разбогатевшим приказчиком Демидова, тульским купцом Мосоловым.
В 1773 году завод был свидетелем восстания под предводительством Емельяна Пугачева, на заводе отливались пушки и ядра для его армии.
В архивных материалах указывается на прохождение заводом стадий развития кричного, пудлингового, доменного производства.
Продукция завода — листовое кровельное железо — с Нижегородской ярмарки отправлялось на мировой рынок, где пользовалось огромным успехом за своё качество.
В 1899 году по поручению Министерства финансов на Урал была направлена комиссия под руководством Д. И. Менделеева для проведения полного анализа развития чёрной металлургии Урала. Первым заводом, где остановился Д. И. Менделеев, был Верхнеуфалейский чугуноделательный и железоделательный завод.
В 25 километрах от Верхнеуфалейского завода располагался Нижнеуфалейский завод, построенный в 1818 году. В 1890 году на Нижнеуфалейском заводе была введена в действие первая мартеновская печь, а через два года — вторая. Объединение двух этих заводов произошло в 1922 году.
В годы Великой Отечественной войны завод выпускал для фронта чугун, сталь и прокат, увеличив объем выпускаемой продукции на 53 % по сравнению с довоенными годами. В состав завода в 1941 году влился киевский завод «Экономайзер» с механосборочным и чугунолитейным цехами.
С 1961 года по 1970 год была проведена реконструкция завода из металлургического в машиностроительный, завод стал выпускать изделия, заготовки, запчасти и сменное оборудование для металлургических заводов и был переименован в Уфалейский завод по ремонту металлургического оборудования, в 1990 году — в Уфалейский завод металлургического машиностроения (УЗММ), в 1993 году — в ОАО «Уфалейский завод металлургического машиностроения», в 2002 году — в ООО «Уфалейский завод металлургического машиностроения», а в 2015 году — в ООО «МетМашУфалей». Летом 2021 года сменил название на ООО «ОранжСтил».
В настоящее время предприятие является современным машиностроительным заводом, в состав которого входят 5 основных цехов и 9 вспомогательных цехов и участков.

## Структура завода
Основные производственные подразделения:
- Мартеновский цех
- Механосборочный цех
- Кузнечнопрессовый цех